# Stadi della National Football League

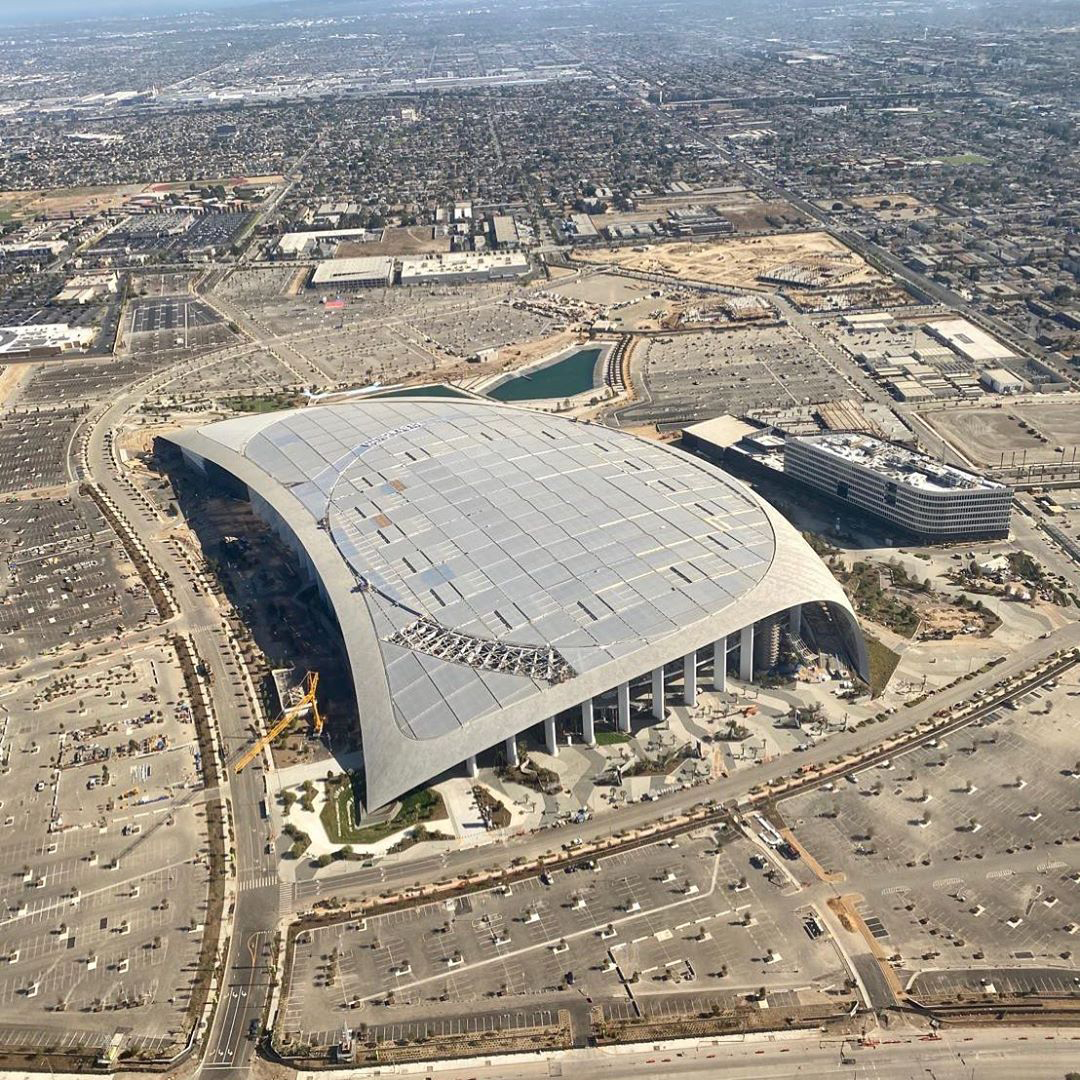
Il SoFi Stadium, inaugurato nel 2020, ospita le partite casalinghe dei Los Angeles Rams e dei Los Angeles Chargers

Nel seguito sono riportati gli stadi utilizzati alla stagione 2024 dalle squadre della National Football League, la massima lega professionistica statunitense di football americano.
Le franchigie della NFL sono trentadue mentre gli stadi sono trenta in quanto in due casi lo stesso stadio è utilizzato da due squadre, e precisamente il MetLife Stadium condiviso dai New York Giants e dai New York Jets e il Sofi Stadium utilizzato dai Los Angeles Chargers e dai Los Angeles Rams.
Il SoFi Stadium insieme all'Allegiant Stadium, dove giocano i Las Vegas Raiders, sono gli stadi più recenti essendo entrambi stati inaugurati per la stagione 2020, mentre lo stadio più vecchio è il Soldier Field di Chicago, nell'Illinois, inaugurato nel 1924 e casa dei Chicago Bears.
La maggior parte degli stadi NFL ha venduto i diritti sulla denominazione ad aziende private: gli ultimi in ordine di tempo ad aver cambiato nome sono stati nel 2022 l'Acrisure Stadium dei Pittsburgh Steelers, e il Paycor Stadium dei Cincinnati Bengals, nel 2023 l'EverBank Stadium dei Jacksonville Jaguars, e nel 2024 l'Huntington Bank Field dei Cleveland Browns, e il Northwest Stadium dei Washington Commanders. Solamente due dei trenta stadi mantengono la loro denominazione originale: il Lambeau Field dei Green Bay Packers e il Soldier Field dei Bears.

## Caratteristiche degli stadi
La realizzazione, l'uso e la manutenzione di uno stadio non solo richiedono notevoli spese ma hanno un impatto importante anche per la comunità dove questo viene collocato, ad esempio sotto l'aspetto urbanistico, dei trasporti, dei posti occupazionali, dell'attrattività turistica e commerciale, ecc., e per questo è una questione che rientra nel dibattito politico e amministrativo della località interessata.
Dal punto di vista prettamente sportivo uno stadio viene progettato e realizzato per dare il massimo vantaggio alla squadra di casa: il tipo di terreno (naturale o artificiale), il clima interno, la copertura (assente, fissa o mobile) sono pensati proprio per questo.

### Tipi di copertura

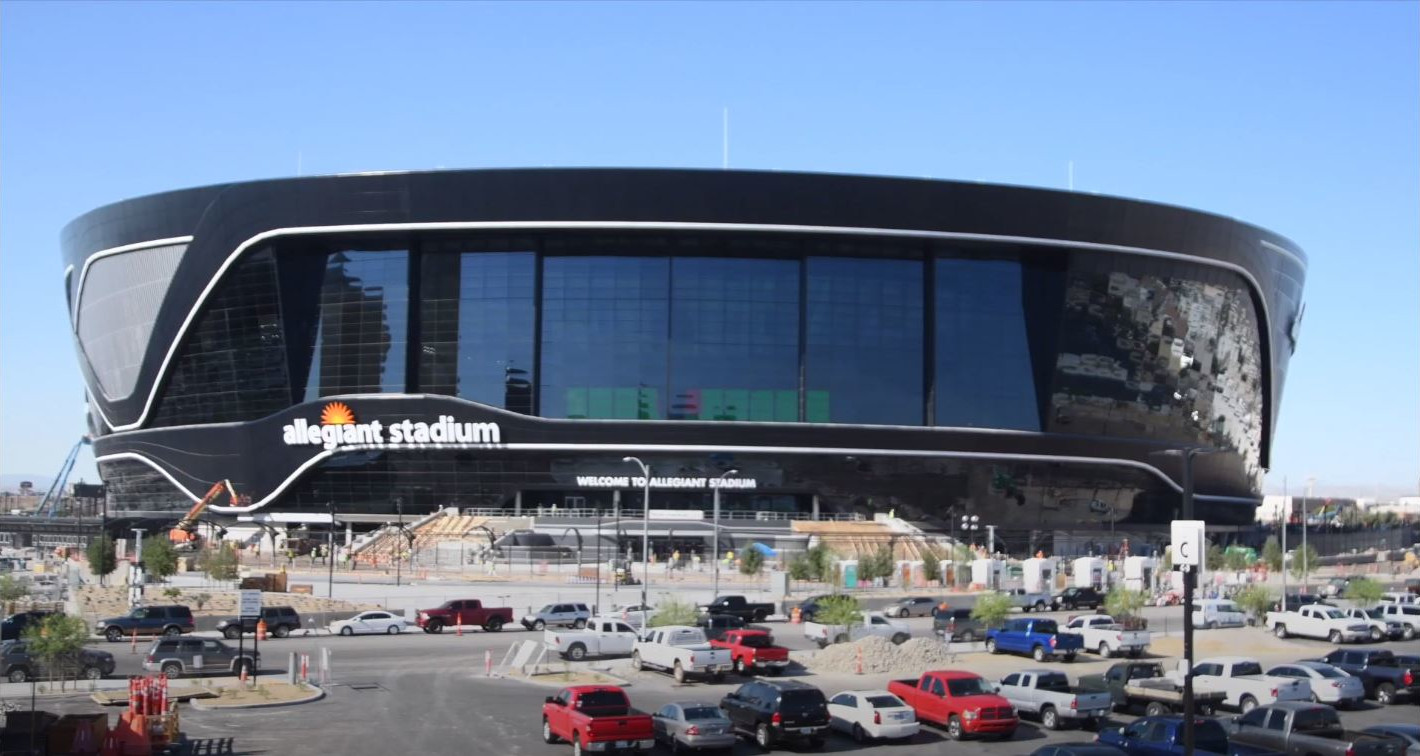
L'Allegiant Stadium, inaugurato nel 2020, ospita le partite casalinghe dei Las Vegas Raiders

Tra gli stadi della NFL cinque hanno una copertura fissa, cinque hanno il tetto retrattile e i restanti venti sono aperti. Per gli stadi dotati di tetti retrattili, la squadra di casa è tenuta a decidere entro 90 minuti dall'inizio della partita se tenere il tetto chiuso o aperto. A quel punto la decisione non è più modificabile a meno che si sia scelto di tenere il tetto aperto ma le condizioni meteo diventino nel frattempo molto avverse (forti rovesci di pioggia, tempeste di fulmini, temperature sotto i 4 °C o venti sopra i 64 km/h) e allora il tetto viene chiuso.

### Terreno
Il terreno di un campo della NFL può essere in erba naturale, in sintetico (turf) o anche misto. Al 2022 metà degli stadi hanno erba naturale (15), 14 sono in sintetico e 1 in misto.

### Capienza
Normalmente negli stadi della NFL ci sono solo posti a sedere, ossia non sono previsti posti in piedi, e la media è sui 60 000 posti disponibili, anche se molti stadi ne hanno a disposizione molti di più, con il picco di quasi 100 000 posti raggiungibili dal AT&T Stadium. Tale variabilità è dovuta alla diversa disponibilità del mercato delle varie squadre della NFL, ossia nel diverso bacino di tifosi che seguono le squadre ma anche alla possibilità o meno di utilizzare lo stadio per altri tipi di grandi eventi, come concerti o meeting.
La capacità media degli stadi della NFL è comunque assai inferiore a quella degli stadi utilizzati nel football universitario che si aggirano facilmente sui 90 000-100 000 posti e ciò è dovuto anche al fatto che le squadre della lega professionistica devono rispondere a due necessità opposte:
- da un lato il fatto che la NFL non permette alle proprie squadre di avere stadi con meno di 50 000 posti[11].
- dall'altro la regola della lega detta "del blackout", applicata dal 1973 e sospesa a partire dal 2015, che prevede di non fare trasmettere una partita in TV nel raggio di 75 miglia dalla zona della squadra di casa se almeno l'85% dei posti allo stadio non fosse stato venduto[12].

Nella stagione 2020 e 2021, a causa della pandemia di COVID-19, nei vari stadi furono applicate politiche di riduzione dei posti a sedere per garantire il distanziamento sociale.

## Stadi
|    | Immagine | Nome                       | Capienza | Campo                     | Copertura  | Città           | Stato             | Squadra                               | Apertura | Riferimento |
| -- | -------- | -------------------------- | -------- | ------------------------- | ---------- | --------------- | ----------------- | ------------------------------------- | -------- | ----------- |
| 1  |          | SoFi Stadium               | 72 240   | turf                      | Fissa      | Inglewood       | California        | Los Angeles Rams Los Angeles Chargers | 2020     | [ 14 ]      |
| 2  |          | MetLife Stadium            | 82 500   | turf                      | Aperta     | East Rutherford | New Jersey        | New York Giants New York Jets         | 2010     | [ 15 ]      |
| 3  |          | Northwest Stadium          | 82 000   | erba                      | Aperto     | Landover        | Maryland          | Washington Commanders                 | 1997     | [ 16 ]      |
| 4  |          | Lambeau Field              | 81 435   | erba (supporto sintetico) | Aperto     | Green Bay       | Wisconsin         | Green Bay Packers                     | 1957     | [ 17 ]      |
| 5  |          | AT&T Stadium               | 80 000   | turf                      | Retrattile | Arlington       | Texas             | Dallas Cowboys                        | 2009     | [ 18 ]      |
| 6  |          | Arrowhead Stadium          | 76 416   | erba                      | Aperta     | Kansas City     | Missouri          | Kansas City Chiefs                    | 1972     | [ 19 ]      |
| 7  |          | Empower Field at Mile High | 76 125   | erba                      | Aperta     | Denver          | Colorado          | Denver Broncos                        | 2001     | [ 20 ]      |
| 8  |          | Bank of America Stadium    | 75 419   | erba                      | Aperta     | Charlotte       | Carolina del Nord | Carolina Panthers                     | 1996     | [ 21 ]      |
| 9  |          | Cesars Superdome           | 73 000   | turf                      | Fissa      | New Orleans     | Louisiana         | New Orleans Saints                    | 1975     | [ 22 ]      |
| 10 |          | NRG Stadium                | 72 220   | erba                      | Retrattile | Houston         | Texas             | Houston Texans                        | 2002     | [ 23 ]      |
| 11 |          | Highmark Stadium           | 71 608   | turf                      | Aperta     | Orchard Park    | New York          | Buffalo Bills                         | 1973     | [ 24 ]      |
| 12 |          | M&T Bank Stadium           | 71 008   | turf                      | Aperta     | Baltimora       | Maryland          | Baltimore Ravens                      | 1998     | [ 25 ]      |
| 13 |          | Mercedes-Benz Stadium      | 71 250   | turf                      | Retrattile | Atlanta         | Georgia           | Atlanta Falcons                       | 2017     | [ 26 ]      |
| 14 |          | Lincoln Financial Field    | 69 596   | erba                      | Aperta     | Filadelfia      | Pennsylvania      | Philadelphia Eagles                   | 2003     | [ 27 ]      |
| 15 |          | Nissan Stadium             | 69 143   | erba                      | Aperta     | Nashville       | Tennessee         | Tennessee Titans                      | 1999     | [ 28 ]      |
| 16 |          | Levi's Stadium             | 68 500   | erba                      | Aperta     | Santa Clara     | California        | San Francisco 49ers                   | 2014     | [ 29 ]      |
| 17 |          | Acrisure Stadium           | 68 400   | erba                      | Aperta     | Pittsburgh      | Pennsylvania      | Pittsburgh Steelers                   | 2001     | [ 30 ]      |
| 18 |          | Lumen Field                | 68 000   | turf                      | Aperta     | Seattle         | Washington        | Seattle Seahawks                      | 2002     | [ 31 ]      |
| 19 |          | Huntington Bank Field      | 67 431   | erba                      | Aperta     | Cleveland       | Ohio              | Cleveland Browns                      | 1999     | [ 32 ]      |
| 20 |          | EverBank Stadium           | 67 246   | erba                      | Aperta     | Jacksonville    | Florida           | Jacksonville Jaguars                  | 1995     | [ 33 ]      |
| 21 |          | Lucas Oil Stadium          | 67 000   | turf                      | Retrattile | Indianapolis    | Indiana           | Indianapolis Colts                    | 2008     | [ 34 ]      |
| 22 |          | Gillette Stadium           | 66 829   | turf                      | Aperta     | Foxborough      | Massachusetts     | New England Patriots                  | 2002     | [ 35 ]      |
| 23 |          | Allegiant Stadium          | 66 655   | turf                      | Fissa      | Las Vegas       | Nevada            | Las Vegas Raiders                     | 2020     | [ 36 ]      |
| 24 |          | U.S. Bank Stadium          | 66 655   | turf                      | Fissa      | Minneapolis     | Minnesota         | Minnesota Vikings                     | 2016     | [ 37 ]      |
| 25 |          | Raymond James Stadium      | 65 890   | erba                      | Aperta     | Tampa           | Florida           | Tampa Bay Buccaneers                  | 1998     | [ 38 ]      |
| 26 |          | Paycor Stadium             | 65 515   | turf                      | Aperta     | Cincinnati      | Ohio              | Cincinnati Bengals                    | 2000     | [ 39 ]      |
| 27 |          | Hard Rock Stadium          | 65 326   | erba                      | Aperta     | Miami Gardens   | Florida           | Miami Dolphins                        | 1987     | [ 40 ]      |
| 28 |          | Ford Field                 | 65 000   | turf                      | Fissa      | Detroit         | Michigan          | Detroit Lions                         | 2002     | [ 41 ]      |
| 29 |          | State Farm Stadium         | 63 400   | erba                      | Retrattile | Glendale        | Arizona           | Arizona Cardinals                     | 2006     | [ 42 ]      |
| 30 |          | Soldier Field              | 61 500   | erba                      | Aperta     | Chicago         | Illinois          | Chicago Bears                         | 1924     | [ 43 ]      |

| Stadi scoperti             |
| Stadi con copertura fissa  |
| Stadi con copertura mobile |

## Altri stadi
La NFL disputa regolarmente partite in altri stadi oltre a quelli definiti per le partite casalinghe. In Inghilterra il Tottenham Hotspur Stadium e il Wembley Stadium ospitano quattro partite a stagione, facenti parte della NFL International Series, così come lo stadio di rugby di Twickenham dal 2016 al 2018. L'Estadio Azteca di Città del Messico ospitò partite NFL nel 2016, 2017 e 2019, e dovrebbe ospitare una partita a stagione dal 2021. Dal 2022 prevista anche una partita all'Allianz Arena a Monaco di Baviera in Germania. In più, in occasione della partita per la Pro Football Hall of Fame viene utilizzato il Tom Benson Hall of Fame Stadium di Canton, nell'Ohio.
|   | Immagine | Nome                            | Capienza | Campo | Copertura               | Città             | Stato       | Evento                         | Apertura | Riferimento |
| - | -------- | ------------------------------- | -------- | ----- | ----------------------- | ----------------- | ----------- | ------------------------------ | -------- | ----------- |
| 1 |          | Stadio Azteca                   | 87 523   | erba  | Aperta                  | Città del Messico | Messico     | NFL Mexico Game                | 1966     | [ 46 ]      |
| 2 |          | Tom Benson Hall of Fame Stadium | 22 364   | turf  | Aperta                  | Canton            | Ohio        | Pro Football Hall of Fame Game | 1938     | [ 47 ]      |
| 3 |          | Stadio di Wembley               | 90 000   | erba  | parzialmente retrattile | Londra            | Inghilterra | NFL London Games               | 2007     | [ 48 ]      |
| 4 |          | Stadio di Twickenham            | 82 223   | erba  | Aperta                  | Londra            | Inghilterra | NFL London Game                | 1908     | [ 49 ]      |
| 5 |          | Tottenham Hotspur Stadium       | 62 850   | turf  | Aperta                  | Londra            | Inghilterra | NFL London Games               | 2019     | [ 50 ]      |
| 6 |          | Allianz Arena                   | 75 024   | erba  | Aperta                  | Monaco di Baviera | Germania    | NFL Germany Games              | 2005     | [ 51 ]      |